# Camilla Carstens
Camilla Carstens (født 6. februar 1977) er en norsk håndboldspiller som har spillet for klubben Fjellhammer IL, FC Midtjylland Håndbold i perioden 1998–2001 og for Norges håndboldlandshold. Hun blev Europamester i 1998.
Carstens debuterede på landsholdet i 1998.